# Brachystegia torrei
Brachystegia torrei là một loài thực vật có hoa trong họ Đậu. Loài này được Hoyle miêu tả khoa học đầu tiên.